# Zwischenzustand
Zwischenzustand bezeichnet sowohl in der tibetanisch-buddhistischen als auch in der christlichen Theologie einen Zustand im Leben nach dem Tod.

## Buddhistische Tradition
Das Tibetische Totenbuch kennt den Begriff Bardo, der so viel wie „Zwischenzustand“ bedeutet. Das Totenbuch enthält Unterweisungen über den Prozess des Sterbens und der Wiedergeburt in drei Zwischenzuständen sowie die Möglichkeit, aus diesem Kreislauf auszubrechen. Es beinhaltet den tibetischen Glauben an die Reinkarnation (Wiedergeburt), auch als ein anderes Lebewesen (beispielsweise als Tier). Die drei Zwischenzustände (tibet. Bardo) gliedern sich vereinfacht in:
- Moment vor dem Tod: Das Wesen des eigenen Geistes strahlt in hellem Licht.
- Essenz der höchsten Wirklichkeit: Die friedvollen und rasenden Gottheiten erscheinen als sich entfaltendes Mandala.
- Zwischenzustand des Werdens: Das persönliche Karma (Schicksal) und die Taten des Lebens werden durchlebt.

Es erfolgt der Eintritt in die sechs Bereiche der Wiedergeburt.
Literatur
- Albrecht Frasch: Die Befreiung durch Hören im Zwischenzustand – Das sogenannte ´Tibetische Totenbuch`. Tashi Verlag, Berlin 1999, ISBN 3-9806802-1-5.
- Robert A. F. Thurman: Das Tibetische Totenbuch oder Das große Buch der natürlichen Befreiung durch Verstehen im Zwischenzustand. Frankfurt am Main 2000.
- Chögyam Bernd Westphal: Über den Tod und Danach – Die tibetische Lehre des Nachtodzustandes. Hörbuch, Benjamin von Ammon Verlag, ISBN 3-9810095-6-8.

## Gnosis
Neuere Gnosis
Literatur
- Annie Wood Besant: Der Tod – und was dann? Eine detaillierte Studie über die Vorgänge beim Tod, im Zwischenzustand und bei der Wiedergeburt. Stuttgart 1984.

## Christlich-jüdische Tradition

### Alte Kirche und Mittelalter
Erste Auseinandersetzungen mit der Vorstellung eines Zwischenzustandes findet man in der frühchristlichen Grabeskunst. Theologisch wurde zunächst von Justin und Irenäus, dann vor allem von Tertullian der Begriff des Refrigerium interim geprägt (De monogamia 100.10.), der allerdings von Purgatoriums-Vorstellungen zu unterscheiden ist, wie sie zum Beispiel Augustinus verbreitet hat. Aus den biblischen und patristischen Motiven heraus entwickelte die mittelalterliche Scholastik dann einen Komplex von Vorstellungen, der der Frage nach einem ‚Ort‘ für die Toten eine klare Antwort gab.
Siehe auch
- Purgatorium = Fegefeuer – Seelenschlaf

Literatur
- Alfred Stuiber: Refrigerium interim. Die Vorstellungen von Zwischenzustand und die frühchristliche Grabeskunst. Bonn 1957.
- Heinz Finé: Die Terminologie der Jenseitsvorstellungen bei Tertullian. Ein semasiologischer Beitrag zur Dogmengeschichte des Zwischenzustandes. (= Theophaneia. Bd. 12). Hanstein, Bonn 1958.

### Katholische Theologie des 20. Jahrhunderts
Mit dem Zwischenzustand wird in Strömungen der katholischen Theologie bzw. der klassischen Schultheologie jener Zeitraum bezeichnet, der sich zwischen Tod und Jüngstem Gericht vollzieht. In der neueren Theologie ist dies umstritten, weil z. B. die Zeit-Ewigkeits-Problematik und das Paradoxon einer leiblosen Seele dem entgegenstehen.
Gerade und besonders in den 1970er Jahren entzündete sich eine hitzige Diskussion um diese Frage: Die beiden Gegenpole waren Joseph Kardinal Ratzinger als Verteidiger des kirchlichen Traditionsverständnisses und Gisbert Greshake als Vertreter der „Auferstehung im Tod“.
Literatur
- Karl Rahner: Über den ‘Zwischenzustand’. In: Ders.: Schriften zur Theologie XII. Einsiedeln u. a. 1975.
- Gisbert Greshake: Stärker als der Tod. Zukunft, Tod, Auferstehung, Himmel, Hölle, Fegfeuer (= Topos-Taschenbücher. Bd. 50). Unveränderter Nachdruck der 5., erweiterten Auflage, Matthias-Grünewald-Verlag, Mainz 1991, ISBN 3-7867-0562-3.
- Joseph Ratzinger: Eschatologie – Tod und ewiges Leben. Neuausgabe. Pustet, Regensburg 2007, ISBN 978-3-7917-2070-8.
- Michael Schmaus: Der Glaube der Kirche. Bd. 6: Gott als der durch Christus Vergebende und als der Vollender. Teil-Bd. 2: Gott der Vollender. 2., wesentlich veränderte Auflage. EOS-Verlag, St. Ottilien 1982, ISBN 3-88096-161-1.
- Kongregation für die Glaubenslehre: Schreiben zu einigen Fragen der Eschatologie. Rom, 17. Mai 1979 (online verfügbar).

### Evangelische Theologie des 20. Jahrhunderts
In der evangelischen Theologie wird kaum von Zwischenzustand gesprochen, sondern vielmehr vom Hin-einsterben in die Zeitlosigkeit Gottes (Carl Stange/Emil Brunner), vom Todesschlaf (Oskar Cullmann) oder vom Aufgehobensein im Willen Gottes (Paul Althaus) ausgegangen. Evangelischerseits beteiligte sich an der Diskussion vor allem Jürgen Moltmann und lehnte dabei das Konzept Ratzingers ab.
Literatur
- Jürgen Moltmann: Im Ende – der Anfang. Eine kleine Hoffnungslehre. Gütersloh 2003.
- Matthias Remenyi: Um der Hoffnung willen. Untersuchungen zur eschatologischen Theologie Jürgen Moltmanns. 2005 (mit Darstellung der Positionen Greshakes und Ratzingers).